# Horia Mosadiq
Horia Mosadiq es un activista de derechos humanos, periodista y analista política afgana. Ha recibido amenazas personales debido a su trabajo como activista y periodista. Mosadiq trabaja para Amnistía Internacional.

## Biografía
Mosadiq era una niña cuándo Afganistán fue invadido por la Unión Soviética en 1979. En 1992 empezó a estudiar periodismo en la Universidad de Kabul. Fue obligada a dejar la universidad y a abandonar su país poco después del derrocamiento del gobierno de Mohammad Najibulá. Su familia buscó refugio en Pakistán en 1995. Trabajó en Islamabad como periodista para United Press International. Finalmente terminó sus estudios en Relaciones Públicas en la Universidad de Berkeley.
Después de que los Estados Unidos y el Reino Unido invadieran Afganistán en 2002, volvió a su país y empezó a trabajar para Amnistía Internacional, que solo pudo mantenerse en el país hasta 2003. Posteriormente trabajó para varias agencias de derechos humanos. También publicó en Newsweek en 2004.
Mosadiq empezó a recibir amenazas debido a su activismo. En 2008, Amnistía Internacional le ayudó a trasladarse a Londres junto a su familia, donde empezó a trabajar para esta organización con un visado de trabajo. Su marido había recibido un disparo y su hija había recibido un corte en su cara. Mosadiq afirmó que "Mientras las amenazas fueron dirigidas a mí, no me preocupé porque cuando decides qué hacer, eres también consciente de los peligros. Pero cuándo todo estuvo dirigido contra mi familia, fue bastante difícil ver a tu familia pagando por lo que haces."
Mosadiq trabaja para Amnistía Internacional como su Investigadora para Afganistán. Empezó a trabajar en esa función en 2008. Como miembro de la ONG, viaja frecuentemente entre Londres y Kabul. Realizó la investigación para el informe de Amnistía Internacional "Fleeing war, Finding Misery: The Plight of the Internally Displaced in Afghanistan." También informó, en una entrevista de CNN news, de que mientras en Afganistán desde 2002 se ha avanzado muy lentamente en materia de derechos humanos, Amnistía Internacional ha visto algún progreso con el tiempo.